# کالیا (اسرائیل)
کالیا (به عبری: קַלְיָה) ، (به انگلیسی: Kalya) یک شهرک اسرائیلی در سال ۱۹۲۹ ساخته شد و در سال ۱۹۴۸ توسط ارتش عربی اردن تخریب شد و پس از جنگ شش روزه اعراب و اسرائیل دوباره ساخته شد . این شهرک از نظر جغرافیایی در شما دریاچه مرده قرار دارد . 

## وجه تسمیه نام کالیا
کالیا به نام لاتینی عنصر پتاسیم بر می‌گردد که به وفور در منطقه یافت می‌شود . البته کالیا را هم می‌توان مخفف عبارت عبری קם לתחייה ים המוות یعنی دریای مرده به زندگی بازگشته است هم دانست . 

## اقتصاد
اقتصاد مردم بومی کالیا به کشاورزی به خصوص تولید لبنیات و خرما وابسته است . اما به دلیل در مسیر گردشگری بودن درآمدی را هم حاصل می‌کنند . 

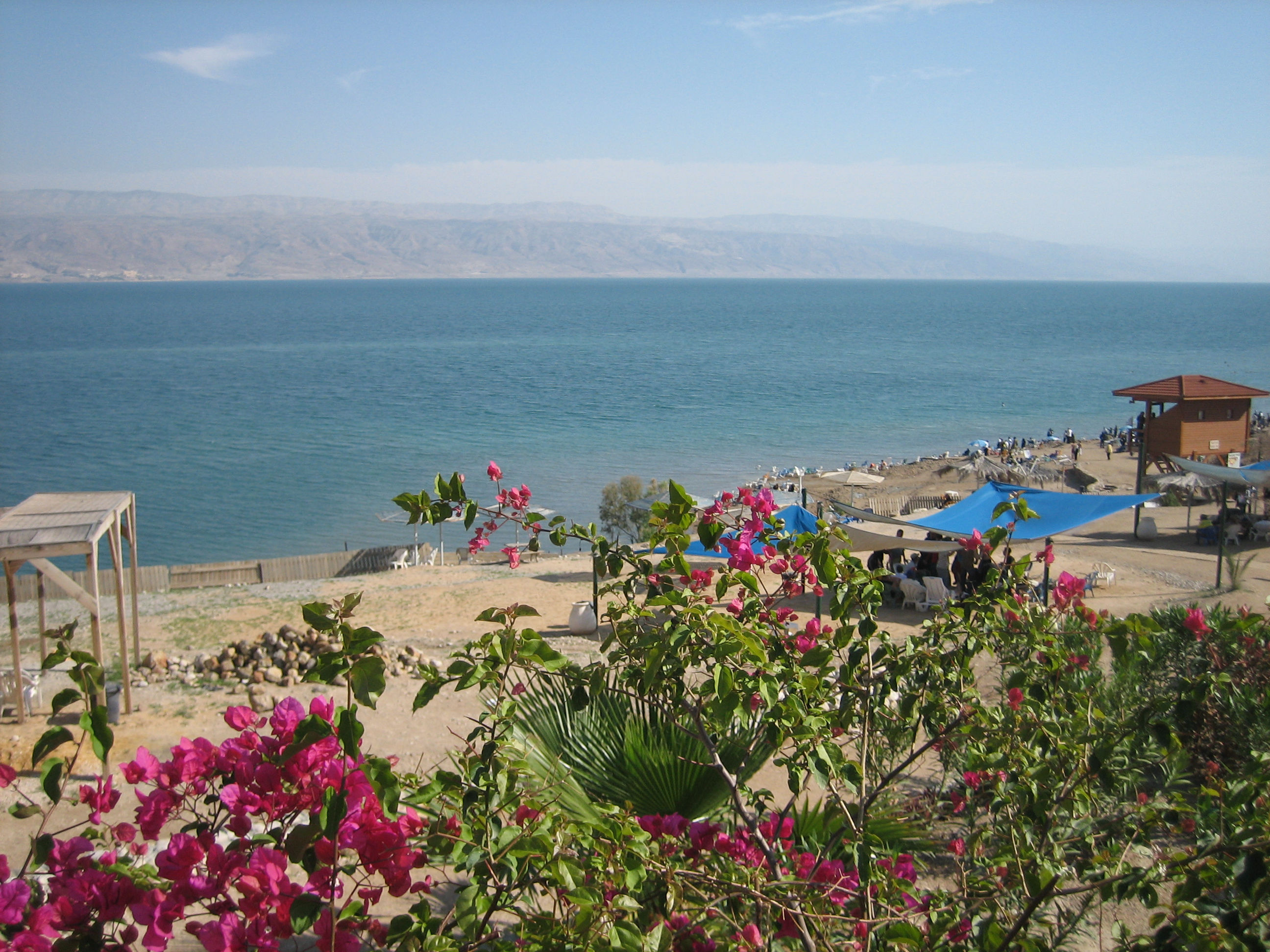
پلاژ کالیا

## جاذبه‌های توریستی
- مرکز سوارکاری
- پارک ملی قُمران
- پلاژ برهنگی کالیا